# Alex Coman
Alexandru Mihai Coman este un jucator profesionist de tenis din România. 
Palmares: 
- 18 titluri de Campion National al Romaniei la toate categoriile de varsta (U10, U12, U14, U16, U18);

- În anul 2021 a cucerit toate titlurile naționale puse în joc: Campion Național individual și de dublu la U16, Campion Național individual și de dublu U18;

- Locul 1 în clasamentul național U18 din ianuarie 2021- prezent;

- Campion European (dublu)- 2019;

- Vicecampion European (echipe)- 2019;

- Medalie de bronz Campionatele Europene (individual)-2019;

- Vicecampion la Turneul Campionilor 2019 (Tennis Europe Masters);

- Convocat la lotul national de seniori pentru Cupa Davis- (2020);

- Singurul junior român din istorie campion la ”Eddie Herr International Championships U14” (2019), Brandeton/ Florida, USA (U14);

- Semifinialist ”Junior Orange Bowl 2019”, Miami, USA;

- Dublu laureat la Gala Tenisului Romanesc cu titlul de „Junioirul roman al anului in Europa” (2018 si 2019);

- Locul 1 in clasamentul national al Romaniei la toate categoriile de varsta (U10, U12, U14, U16 si U18);

- Primul junior roman din ultimii 30 ani care a jucat la varsta de 15 ani finala Campionatelor Nationale Individuale U18;

- Cel mai tanar jucator român din istorie convocat vreodata la Cupa Davis (14 ani si 11 luni);

- A ocupat pozitia nr.1 in clasamentul european U14 timp de 36 de saptamani in anul 2019;

- Se află in top 10 in clasamentul mondial al juniorilor la anul sau de nastere (2005);